# Champoléon
Champoléon é uma comuna francesa na região administrativa da Provença-Alpes-Costa Azul, no departamento de Altos-Alpes. Estende-se por uma área de 98,54 km². Em 2010 a comuna tinha 139 habitantes (densidade: 1,4 hab./km²).